# Adam Serdeczny

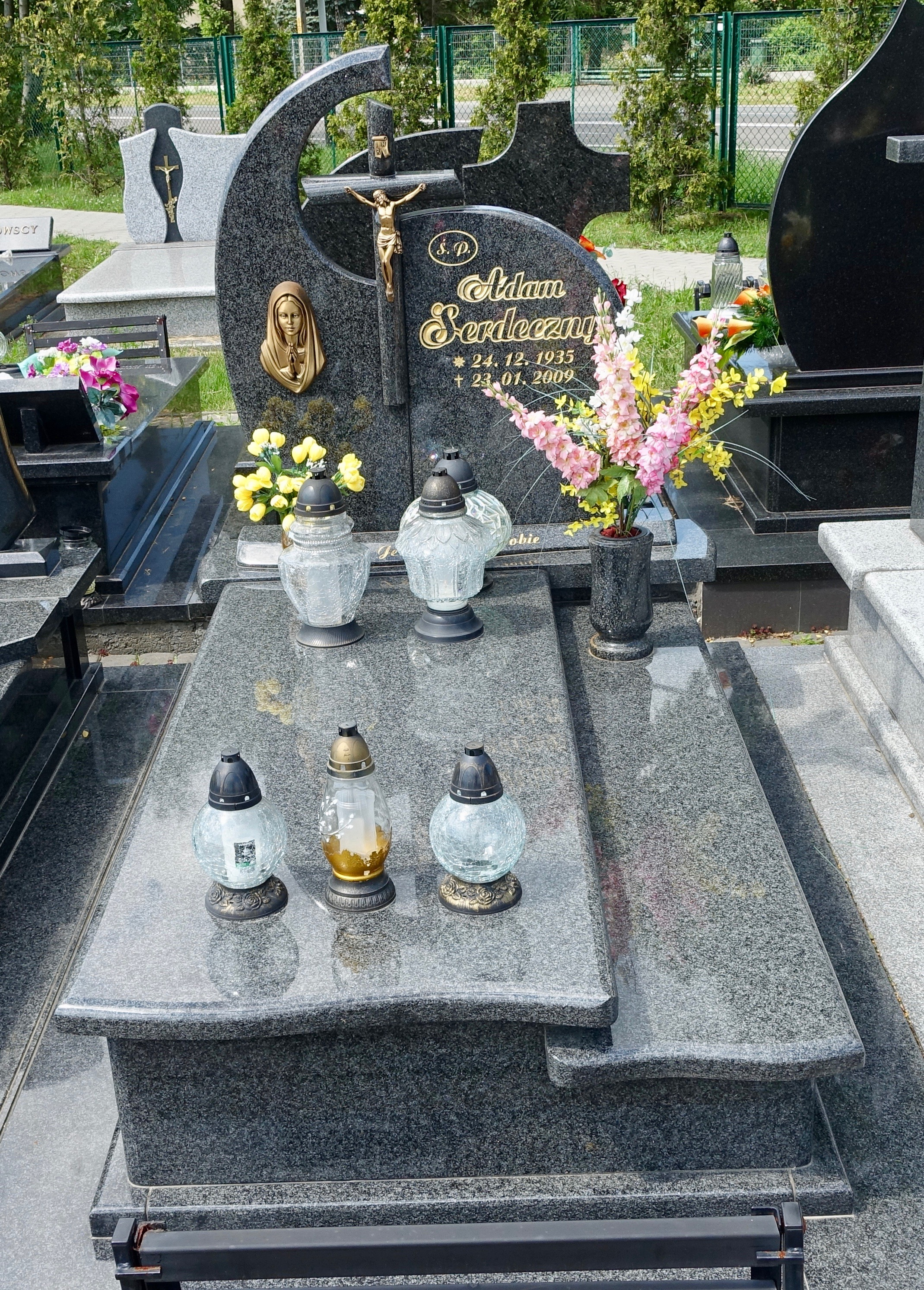
nagrobek Adama Serdecznego na Nowym Cmentarzu Komunalnym w Jarosławiu

Adam Serdeczny (ur. 24 grudnia 1935 w Morawsku, zm. 23 stycznia 2009 w Jarosławiu) – polski działacz rolniczy i społeczny, historyk regionu Jarosławia.

## Życiorys
W roku 1953 ukończył Technikum Ekonomiczne w Jarosławiu. W latach 1960–1966 studiował socjologię wsi i uzyskał stopień magistra na Wydziale Ekonomiczno–Rolniczym w Szkole Głównej Gospodarstwa Wiejskiego w Warszawie. Pełnił szereg etatowych i społecznych funkcji w organizacjach rolniczych województwa podkarpackiego. Był działaczem Regionalnego Związku Rolników, Kółek i Organizacji Rolniczych w Jarosławiu. Zajmował się budową i organizacją pierwszego w Polsce i Europie chłopskiego sanatorium w Horyńcu-Zdroju.
Był historykiem regionu Jarosławia, a szczególnie rodzinnej wsi Morawsko. Ukazały się dwa wydania monografii Morawska jego autorstwa. Napisał także monografię Roberta Ceny, działacza ludowego i polityka końca XIX wieku. Publikował również w prasie rolniczej, głównie w czasopiśmie „Plon”. Był popularnym wśród czytelników prognostą pogody posługującym się tradycją ludową.

## Publikacje
- Robert Cena z Morawska – aktywny poseł do Parlamentu Wiedeńskiego w latach 1987–1900, Jarosław, 1996[8].
- Morawsko skąd nasz ród – losy wsi i jej mieszkańców w XX wieku, Jarosław, 1998.
- Przegląd wydarzeń historycznych Morawska, Jarosław, 1999.
- Z dziedzictwa historycznego Morawska, Jarosław, 2000.
- Morawsko w dokumentach Lwowa, Jarosław, 2001.
- Morawsko – od czasów starożytnych do końca XX wieku, Jarosław – Łańcut: Techgraf, wyd. 2, 2006, ISBN 83-86697-63-6 (wyd. 1, 2003).

## Odznaczenia
- Krzyż Oficerski Orderu Odrodzenia Polski[9].
- Krzyż Kawalerski Orderu Odrodzenia Polski.